# Любекский марципан

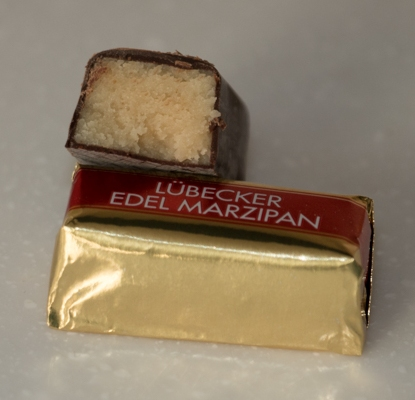
Любекский марципан

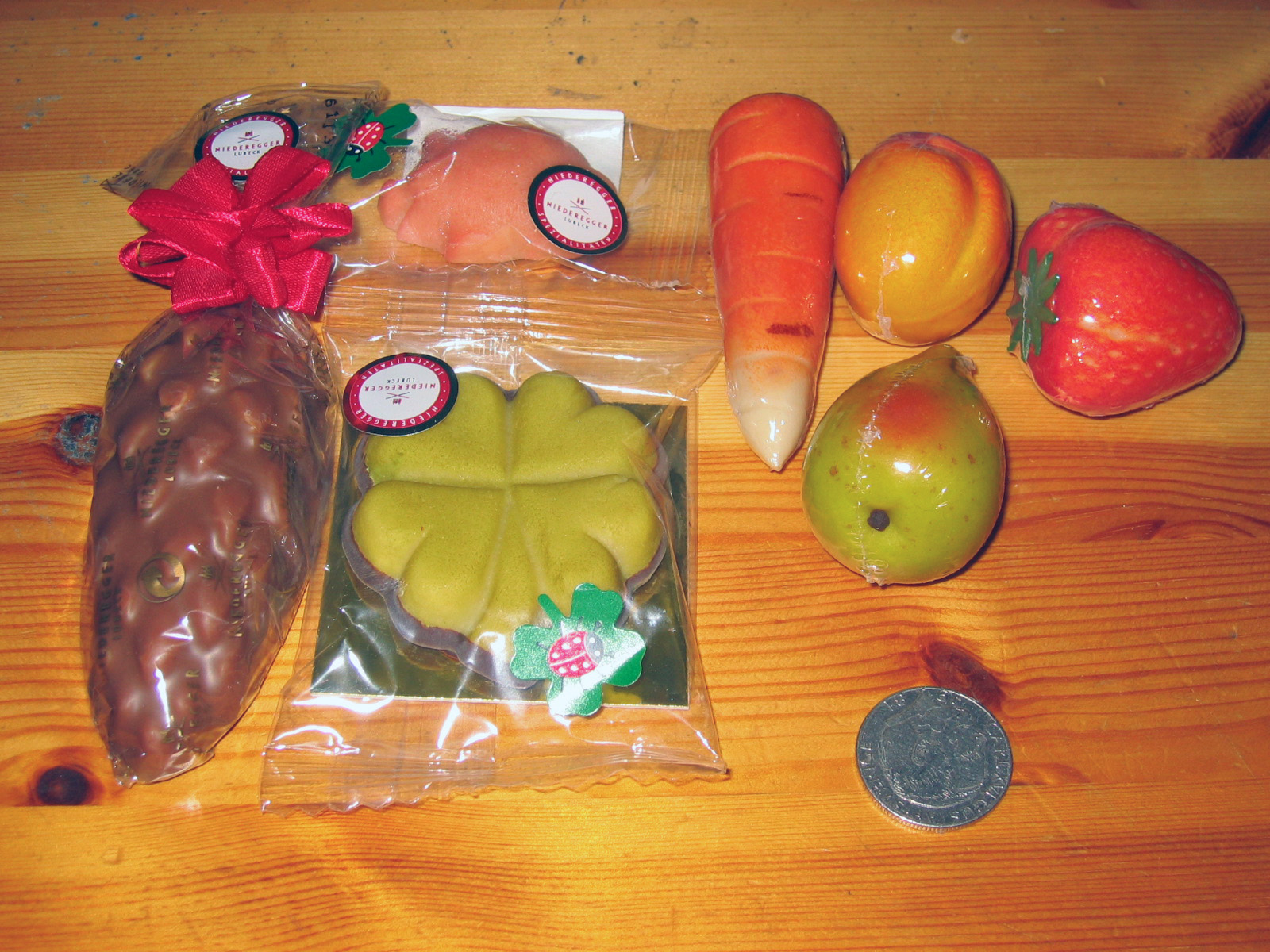
Продукция кондитерской Niederegger

Лю́бекский марципа́н (нем. Lübecker Marzipan) — традиционное кондитерское изделие в Германии, марципан с защищённым Европейским союзом наименованием места происхождения, производимый в Любеке и соседних северогерманских городах Бад-Швартау и Штоккельсдорф в соответствии со строго соблюдаемыми принципами качества: не менее 70 % миндаля и не более 30 % сахара.
В любекских цеховых архивах «марципаноделы» впервые упоминаются в 1530 году. Слава Любека как «города марципана», ставшего важным центром его производства, сложилась к началу XIX века. В 1786 году основал своё предприятие по производству марципана кондитер Иоганн Герхард Марет. Он умер в 1804 году, в отсутствие наследника его кондитерской некоторое время управлял подмастерье Иоганн Георг Нидереггер. В 1822 году кондитерскую передали Петеру Августу Марету, а Нидереггер основал собственное предприятие. В последующие десятилетия в Любеке было основано с десяток новых марципановых фабрик, создавших собственные рецепты. Кондитерская Niederegger с Хольстентором на эмблеме находится в центре Любека напротив городской ратуши и специализируется на производстве фигурного марципана в виде цветов, овощей, фруктов, натюрмортов, животных, зданий.